# Delineador

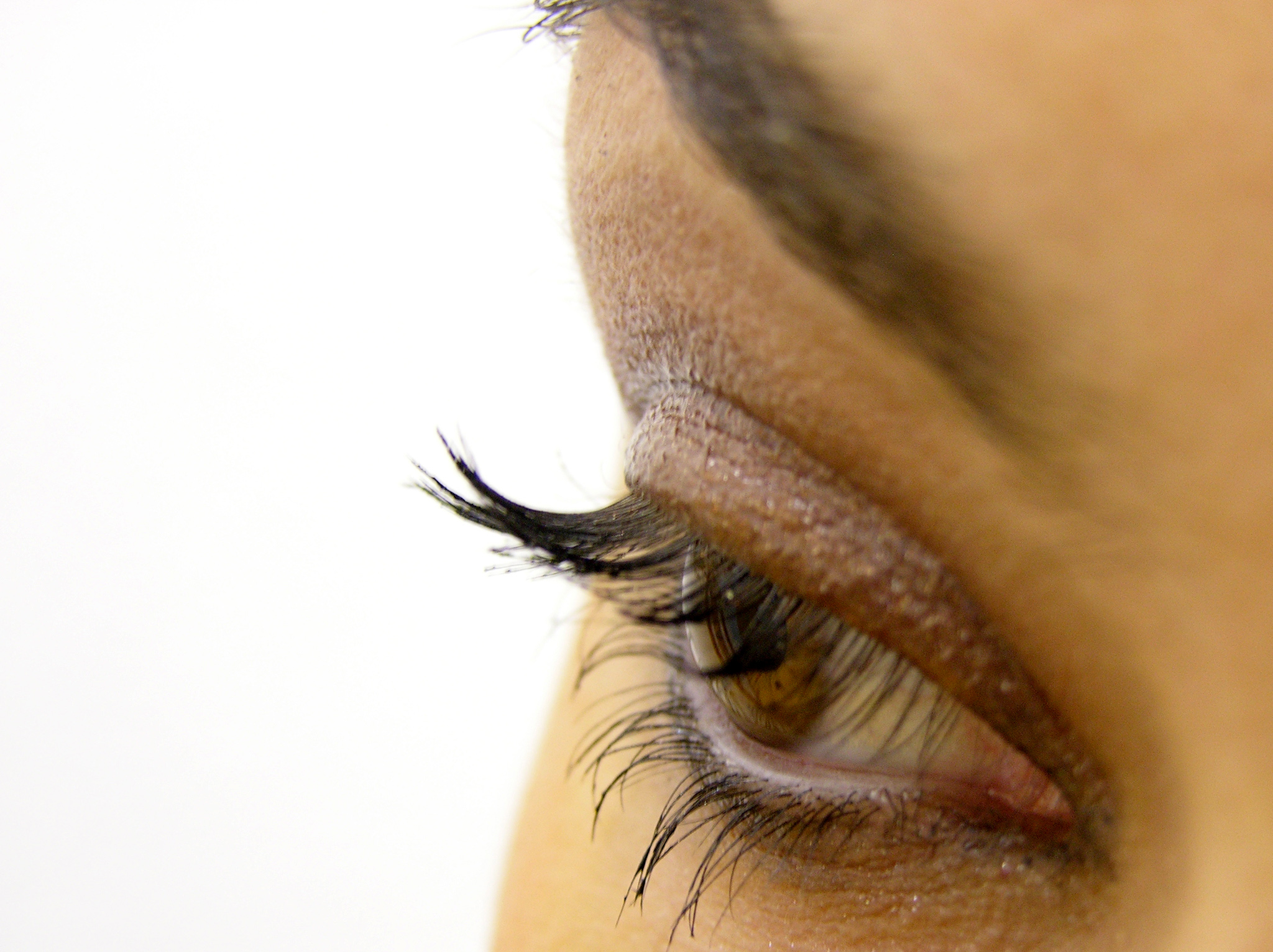
Olho com delineador castanho sob as pestanas inferiores.

O delineador é um cosmético usado para realçar os olhos. É aplicado ao redor do contorno dos olhos para criar uma variedade de ilusões estéticas. O delineador vem sendo utilizado desde o Antigo Egito.
Embora essencialmente destinado ao mercado feminino, nos últimos anos alargou o seu apelo ao mercado masculino.